# Lista över fornlämningar i Västerås kommun (Västerås, övriga)
Lista över fornlämningar i Västerås kommun (Västerås, övriga) är en förteckning av ett urval av de fornlämningar av annan typ än stensättning som finns i Västerås i Västerås kommun.
| Namn                                      | Lämningstyp                      | Tillkomsttid | Historisk indelning   | Plats        | Läge                 | ID-nr          | Bild                                      |
| ----------------------------------------- | -------------------------------- | ------------ | --------------------- | ------------ | -------------------- | -------------- | ----------------------------------------- |
| Västerås 1:1                              | Hällristning                     |              | Västerås, Västmanland |              | 59.634773, 16.550628 | 10233400010001 | Ladda upp en bild av detta fornminne      |
| Västerås 2:1                              | Gravfält                         |              | Västerås, Västmanland |              | 59.635974, 16.549385 | 10233400020001 | Ladda upp en bild av detta fornminne      |
| Västerås 4:1                              | Gravfält                         |              | Västerås, Västmanland |              | 59.634359, 16.541936 | 10233400040001 | Ladda upp en bild av detta fornminne      |
| Borgen (största högen) (Västerås 6:1)     | Gravfält                         |              | Västerås, Västmanland |              | 59.635980, 16.541492 | 10233400060001 | Ladda upp en bild av detta fornminne      |
| Västerås 7:1                              | Gravfält                         |              | Västerås, Västmanland |              | 59.638002, 16.542734 | 10233400070001 | Ladda upp en bild av detta fornminne      |
| Västerås 10:1                             | Gravfält                         |              | Västerås, Västmanland |              | 59.634359, 16.537643 | 10233400100001 | Ladda upp en bild av detta fornminne      |
| Västerås 10:2                             | Hällristning                     |              | Västerås, Västmanland |              | 59.634440, 16.537511 | 10233400100002 | Ladda upp en bild av detta fornminne      |
| Västerås 12:1                             | Gravfält                         |              | Västerås, Västmanland |              | 59.633252, 16.535200 | 10233400120001 | Ladda upp en bild av detta fornminne      |
| Västerås 18:1                             | Gravfält                         |              | Västerås, Västmanland |              | 59.636131, 16.552003 | 10233400180001 | Ladda upp en bild av detta fornminne      |
| Västerås 21:1                             | Hällristning                     |              | Västerås, Västmanland |              | 59.637045, 16.538082 | 10233400210001 | Ladda upp en bild av detta fornminne      |
| Västerås 22:4                             | Hällristning                     |              | Västerås, Västmanland |              | 59.629103, 16.528008 | 10233400220004 | Ladda upp en bild av detta fornminne      |
| Västerås 23:2                             | Hällristning                     |              | Västerås, Västmanland |              | 59.628417, 16.529061 | 10233400230002 | Ladda upp en bild av detta fornminne      |
| Västerås 29:1                             | Gravfält                         |              | Västerås, Västmanland |              | 59.629935, 16.524187 | 10233400290001 | Ladda upp en bild av detta fornminne      |
| Västerås 30:1                             | Hällristning                     |              | Västerås, Västmanland |              | 59.631339, 16.524672 | 10233400300001 | Ladda upp en bild av detta fornminne      |
| Västerås 32:1                             | Gravfält                         |              | Västerås, Västmanland |              | 59.632821, 16.527180 | 10233400320001 | Ladda upp en bild av detta fornminne      |
| Västerås 33:1                             | Grav markerad av sten/block      |              | Västerås, Västmanland |              | 59.636476, 16.523114 | 10233400330001 | Ladda upp en bild av detta fornminne      |
| Västerås 34:1                             | Hällristning                     |              | Västerås, Västmanland |              | 59.635882, 16.523690 | 10233400340001 | Ladda upp en bild av detta fornminne      |
| Västerås 35:1                             | Röse                             |              | Västerås, Västmanland |              | 59.636806, 16.516506 | 10233400350001 | Ladda upp en bild av detta fornminne      |
| Västerås 36:2                             | Röse                             |              | Västerås, Västmanland |              | 59.633679, 16.519274 | 10233400360002 | Ladda upp en bild av detta fornminne      |
| Västerås 39:1                             | Gravfält                         |              | Västerås, Västmanland |              | 59.639364, 16.522813 | 10233400390001 | Ladda upp en bild av detta fornminne      |
| Västerås 42:3                             | Grav markerad av sten/block      |              | Västerås, Västmanland |              | 59.652684, 16.516070 | 10233400420003 | Ladda upp en bild av detta fornminne      |
| Västerås 43:1                             | Gravfält                         |              | Västerås, Västmanland |              | 59.646110, 16.534368 | 10233400430001 | Ladda upp en bild av detta fornminne      |
| Västerås 45:1                             | Gravfält                         |              | Västerås, Västmanland |              | 59.651277, 16.535031 | 10233400450001 | Ladda upp en bild av detta fornminne      |
| Västerås 46:1                             | Hällristning                     |              | Västerås, Västmanland |              | 59.645965, 16.526966 | 10233400460001 | Ladda upp en bild av detta fornminne      |
| Västerås 46:2                             | Hällristning                     |              | Västerås, Västmanland |              | 59.645965, 16.526966 | 10233400460002 | Ladda upp en bild av detta fornminne      |
| Västerås 46:3                             | Hällristning                     |              | Västerås, Västmanland |              | 59.646160, 16.526585 | 10233400460003 | Ladda upp en bild av detta fornminne      |
| Västerås 46:4                             | Hällristning                     |              | Västerås, Västmanland |              | 59.646827, 16.526209 | 10233400460004 | Ladda upp en bild av detta fornminne      |
| Västerås 48:1                             | Hög                              |              | Västerås, Västmanland |              | 59.640320, 16.528317 | 10233400480001 | Ladda upp en bild av detta fornminne      |
| Västerås 48:2                             | Grav markerad av sten/block      |              | Västerås, Västmanland |              | 59.640602, 16.528260 | 10233400480002 | Ladda upp en bild av detta fornminne      |
| Västerås 50:2                             | Hög                              |              | Västerås, Västmanland |              | 59.637687, 16.522790 | 10233400500002 | Ladda upp en bild av detta fornminne      |
| Västerås 50:3                             | Hög                              |              | Västerås, Västmanland |              | 59.637625, 16.522566 | 10233400500003 | Ladda upp en bild av detta fornminne      |
| Trumslagarskogen m fl (Västerås 51:1)     | Gravfält                         |              | Västerås, Västmanland |              | 59.620219, 16.521362 | 10233400510001 | Ladda upp en bild av detta fornminne      |
| Västerås 53:1                             | Hällristning                     |              | Västerås, Västmanland |              | 59.622108, 16.514311 | 10233400530001 | Ladda upp en bild av detta fornminne      |
| Västerås 53:2                             | Hällristning                     |              | Västerås, Västmanland |              | 59.622408, 16.514293 | 10233400530002 | Ladda upp en bild av detta fornminne      |
| Västerås 54:1                             | Hög                              |              | Västerås, Västmanland |              | 59.623076, 16.514484 | 10233400540001 | Ladda upp en bild av detta fornminne      |
| Jämmerungshögen (Västerås 55:1)           | Gravfält                         |              | Västerås, Västmanland |              | 59.623716, 16.514342 | 10233400550001 | Ladda upp en bild av detta fornminne      |
| Västerås 56:1                             | Grav markerad av sten/block      |              | Västerås, Västmanland |              | 59.623058, 16.516588 | 10233400560001 | Ladda upp en bild av detta fornminne      |
| Rönnbyborg (Västerås 60:1)                | Fornborg                         |              | Västerås, Västmanland |              | 59.645586, 16.512804 | 10233400600001 | Ladda upp en bild av detta fornminne      |
| Västerås 61:1                             | Hög                              |              | Västerås, Västmanland |              | 59.649116, 16.505079 | 10233400610001 | Ladda upp en bild av detta fornminne      |
| Västerås 63:1                             | Hög                              |              | Västerås, Västmanland |              | 59.651695, 16.508079 | 10233400630001 | Ladda upp en bild av detta fornminne      |
| Västerås 63:2                             | Grav markerad av sten/block      |              | Västerås, Västmanland |              | 59.651570, 16.508183 | 10233400630002 | Ladda upp en bild av detta fornminne      |
| Västerås 65:1                             | Hällristning                     |              | Västerås, Västmanland |              | 59.640872, 16.503622 | 10233400650001 | Ladda upp en bild av detta fornminne      |
| Västerås 66:3                             | Hällristning                     |              | Västerås, Västmanland |              | 59.641439, 16.503165 | 10233400660003 | Ladda upp en bild av detta fornminne      |
| Västerås 68:1                             | Hällristning                     |              | Västerås, Västmanland |              | 59.642027, 16.502254 | 10233400680001 | Ladda upp en bild av detta fornminne      |
| Västerås 69:2                             | Hällristning                     |              | Västerås, Västmanland |              | 59.642864, 16.500859 | 10233400690002 | Ladda upp en bild av detta fornminne      |
| Västerås 69:4                             | Hällristning                     |              | Västerås, Västmanland |              | 59.642860, 16.501143 | 10233400690004 | Ladda upp en bild av detta fornminne      |
| Västerås 71:1                             | Gravfält                         |              | Västerås, Västmanland |              | 59.645448, 16.500378 | 10233400710001 | Ladda upp en bild av detta fornminne      |
| Västerås 71:2                             | Hällristning                     |              | Västerås, Västmanland |              | 59.645247, 16.500404 | 10233400710002 | Ladda upp en bild av detta fornminne      |
| Västerås 73:1                             | Hällristning                     |              | Västerås, Västmanland |              | 59.646939, 16.494302 | 10233400730001 | Ladda upp en bild av detta fornminne      |
| Västerås 74:1                             | Hällristning                     |              | Västerås, Västmanland |              | 59.646872, 16.494765 | 10233400740001 | Ladda upp en bild av detta fornminne      |
| Västerås 76:1                             | Gravfält                         |              | Västerås, Västmanland |              | 59.648025, 16.492403 | 10233400760001 | Ladda upp en bild av detta fornminne      |
| Västerås 79:1                             | Gravfält                         |              | Västerås, Västmanland |              | 59.652246, 16.494107 | 10233400790001 | Ladda upp en bild av detta fornminne      |
| Västerås 80:3                             | Grav markerad av sten/block      |              | Västerås, Västmanland |              | 59.653332, 16.494935 | 10233400800003 | Ladda upp en bild av detta fornminne      |
| Västerås 83:1                             | Gravfält                         |              | Västerås, Västmanland |              | 59.656972, 16.500568 | 10233400830001 | Ladda upp en bild av detta fornminne      |
| Västerås 84:1                             | Gravfält                         |              | Västerås, Västmanland |              | 59.654650, 16.509833 | 10233400840001 | Ladda upp en bild av detta fornminne      |
| Västerås 85:1                             | Grav- och boplatsområde          |              | Västerås, Västmanland |              | 59.662763, 16.483914 | 10233400850001 | Ladda upp en bild av detta fornminne      |
| Västerås 88:2                             | Hällristning                     |              | Västerås, Västmanland |              | 59.664478, 16.487422 | 10233400880002 | Ladda upp en bild av detta fornminne      |
| Västerås 88:3                             | Hällristning                     |              | Västerås, Västmanland |              | 59.664777, 16.486736 | 10233400880003 | Ladda upp en bild av detta fornminne      |
| Västerås 89:1                             | Hög                              |              | Västerås, Västmanland |              | 59.663396, 16.489644 | 10233400890001 | Ladda upp en bild av detta fornminne      |
| Västerås 89:2                             | Hög                              |              | Västerås, Västmanland |              | 59.663269, 16.489501 | 10233400890002 | Ladda upp en bild av detta fornminne      |
| Västerås 91:1                             | Hällristning                     |              | Västerås, Västmanland |              | 59.664641, 16.489843 | 10233400910001 | Ladda upp en bild av detta fornminne      |
| Västerås 92:1                             | Hällristning                     |              | Västerås, Västmanland |              | 59.662675, 16.492551 | 10233400920001 | Ladda upp en bild av detta fornminne      |
| Västerås 93:1                             | Hällristning                     |              | Västerås, Västmanland |              | 59.662967, 16.493530 | 10233400930001 | Ladda upp en bild av detta fornminne      |
| Västerås 94:1                             | Hällristning                     |              | Västerås, Västmanland |              | 59.662808, 16.491904 | 10233400940001 | Ladda upp en bild av detta fornminne      |
| Västerås 95:1                             | Hällristning                     |              | Västerås, Västmanland |              | 59.663458, 16.496594 | 10233400950001 | Ladda upp en bild av detta fornminne      |
| Västerås 96:1                             | Hällristning                     |              | Västerås, Västmanland |              | 59.663923, 16.495452 | 10233400960001 | Ladda upp en bild av detta fornminne      |
| Västerås 98:1                             | Grav- och boplatsområde          |              | Västerås, Västmanland |              | 59.625348, 16.508476 | 10233400980001 | Ladda upp en bild av detta fornminne      |
| Västerås 100:1                            | Hällristning                     |              | Västerås, Västmanland |              | 59.662036, 16.483790 | 10233401000001 | Ladda upp en bild av detta fornminne      |
| Västerås 101:1                            | Hällristning                     |              | Västerås, Västmanland |              | 59.624936, 16.511706 | 10233401010001 | Ladda upp en bild av detta fornminne      |
| Västerås 102:1                            | Hällristning                     |              | Västerås, Västmanland |              | 59.622864, 16.508002 | 10233401020001 | Ladda upp en bild av detta fornminne      |
| Västerås 103:1                            | Hällristning                     |              | Västerås, Västmanland |              | 59.622644, 16.508770 | 10233401030001 | Ladda upp en bild av detta fornminne      |
| Västerås 105:1                            | Grav- och boplatsområde          |              | Västerås, Västmanland |              | 59.619431, 16.510596 | 10233401050001 | Ladda upp en bild av detta fornminne      |
| Västerås 108:1                            | Gravfält                         |              | Västerås, Västmanland |              | 59.615860, 16.504312 | 10233401080001 | Ladda upp en bild av detta fornminne      |
| Västerås 111:1                            | Gravfält                         |              | Västerås, Västmanland |              | 59.615882, 16.506600 | 10233401110001 | Ladda upp en till bild av detta fornminne |
| Västerås 113:1                            | Röse                             |              | Västerås, Västmanland |              | 59.613503, 16.493595 | 10233401130001 | Ladda upp en till bild av detta fornminne |
| Västerås 117:4                            | Hög                              |              | Västerås, Västmanland |              | 59.618746, 16.472540 | 10233401170004 | Ladda upp en bild av detta fornminne      |
| Västerås 118:1                            | Gravfält                         |              | Västerås, Västmanland |              | 59.620324, 16.464817 | 10233401180001 | Ladda upp en till bild av detta fornminne |
| Västerås 121:1                            | Röse                             |              | Västerås, Västmanland |              | 59.622853, 16.488496 | 10233401210001 | Ladda upp en bild av detta fornminne      |
| Västerås 126:1                            | Gravfält                         |              | Västerås, Västmanland |              | 59.661203, 16.481314 | 10233401260001 | Ladda upp en bild av detta fornminne      |
| Västerås 130:1                            | Hällristning                     |              | Västerås, Västmanland |              | 59.627433, 16.500548 | 10233401300001 | Ladda upp en bild av detta fornminne      |
| Västerås 130:2                            | Hällristning                     |              | Västerås, Västmanland |              | 59.627431, 16.500483 | 10233401300002 | Ladda upp en bild av detta fornminne      |
| Västerås 130:3                            | Hällristning                     |              | Västerås, Västmanland |              | 59.627136, 16.500437 | 10233401300003 | Ladda upp en bild av detta fornminne      |
| Västerås 130:4                            | Hällristning                     |              | Västerås, Västmanland |              | 59.627562, 16.500538 | 10233401300004 | Ladda upp en bild av detta fornminne      |
| Västerås 130:5                            | Hällristning                     |              | Västerås, Västmanland |              | 59.627436, 16.500742 | 10233401300005 | Ladda upp en bild av detta fornminne      |
| Västerås 134:2                            | Hällristning                     |              | Västerås, Västmanland |              | 59.659444, 16.492527 | 10233401340002 | Ladda upp en bild av detta fornminne      |
| Västerås 136:1                            | Hög                              |              | Västerås, Västmanland |              | 59.634779, 16.539152 | 10233401360001 | Ladda upp en bild av detta fornminne      |
| Västerås 140:1                            | Hällristning                     |              | Västerås, Västmanland |              | 59.617213, 16.521040 | 10233401400001 | Ladda upp en bild av detta fornminne      |
| Västerås 142:1                            | Gravfält                         |              | Västerås, Västmanland |              | 59.642098, 16.550708 | 10233401420001 | Ladda upp en bild av detta fornminne      |
| Västerås 146:1                            | Hällristning                     |              | Västerås, Västmanland |              | 59.650289, 16.499185 | 10233401460001 | Ladda upp en bild av detta fornminne      |
| Västerås 151:1                            | Hällristning                     |              | Västerås, Västmanland |              | 59.663550, 16.491570 | 10233401510001 | Ladda upp en bild av detta fornminne      |
| Västerås 152:1                            | Hällristning                     |              | Västerås, Västmanland |              | 59.665577, 16.487859 | 10233401520001 | Ladda upp en bild av detta fornminne      |
| Västerås 155:1                            | Hällristning                     |              | Västerås, Västmanland |              | 59.654996, 16.488334 | 10233401550001 | Ladda upp en bild av detta fornminne      |
| Västerås 155:2                            | Hällristning                     |              | Västerås, Västmanland |              | 59.654996, 16.488334 | 10233401550002 | Ladda upp en bild av detta fornminne      |
| Västerås 155:3                            | Hällristning                     |              | Västerås, Västmanland |              | 59.654955, 16.487951 | 10233401550003 | Ladda upp en bild av detta fornminne      |
| Västerås 156:1                            | Hällristning                     |              | Västerås, Västmanland |              | 59.659486, 16.483568 | 10233401560001 | Ladda upp en bild av detta fornminne      |
| Västerås 157:2                            | Hällristning                     |              | Västerås, Västmanland |              | 59.659060, 16.485719 | 10233401570002 | Ladda upp en bild av detta fornminne      |
| Västerås 159:1                            | Hällristning                     |              | Västerås, Västmanland |              | 59.658713, 16.486580 | 10233401590001 | Ladda upp en bild av detta fornminne      |
| Västerås 161:1                            | Grav markerad av sten/block      |              | Västerås, Västmanland |              | 59.653365, 16.488744 | 10233401610001 | Ladda upp en bild av detta fornminne      |
| Västerås 162:1                            | Hällristning                     |              | Västerås, Västmanland |              | 59.655407, 16.499842 | 10233401620001 | Ladda upp en bild av detta fornminne      |
| Västerås 176:1                            | Hällristning                     |              | Västerås, Västmanland |              | 59.644415, 16.694551 | 10233401760001 | Ladda upp en bild av detta fornminne      |
| Västerås 176:2                            | Hällristning                     |              | Västerås, Västmanland |              | 59.644328, 16.694404 | 10233401760002 | Ladda upp en bild av detta fornminne      |
| Västerås 177:1                            | Hällristning                     |              | Västerås, Västmanland |              | 59.642810, 16.690258 | 10233401770001 | Ladda upp en bild av detta fornminne      |
| Rävbacken (Västerås 178:2)                | Hällristning                     |              | Västerås, Västmanland |              | 59.642368, 16.634455 | 10233401780002 | Ladda upp en bild av detta fornminne      |
| Västerås 182:1                            | Hällristning                     |              | Västerås, Västmanland |              | 59.602122, 16.613568 | 10233401820001 | Ladda upp en bild av detta fornminne      |
| Västerås 186:1                            | Hällristning                     |              | Västerås, Västmanland |              | 59.646273, 16.633384 | 10233401860001 | Ladda upp en bild av detta fornminne      |
| Västerås 187:1                            | Hällristning                     |              | Västerås, Västmanland |              | 59.645976, 16.632643 | 10233401870001 | Ladda upp en bild av detta fornminne      |
| Västerås 187:3                            | Hällristning                     |              | Västerås, Västmanland |              | 59.645817, 16.633028 | 10233401870003 | Ladda upp en bild av detta fornminne      |
| Västerås 190:1                            | Husgrund, förhistorisk/medeltida |              | Västerås, Västmanland |              | 59.650602, 16.625808 | 10233401900001 | Ladda upp en bild av detta fornminne      |
| Västerås 191:1                            | Gravfält                         |              | Västerås, Västmanland |              | 59.651245, 16.623176 | 10233401910001 | Ladda upp en bild av detta fornminne      |
| Västerås 193:2                            | Grav markerad av sten/block      |              | Västerås, Västmanland |              | 59.652163, 16.625600 | 10233401930002 | Ladda upp en bild av detta fornminne      |
| Västerås 195:1                            | Hällristning                     |              | Västerås, Västmanland |              | 59.649000, 16.632241 | 10233401950001 | Ladda upp en bild av detta fornminne      |
| Västerås 196:2                            | Hällristning                     |              | Västerås, Västmanland |              | 59.649676, 16.649188 | 10233401960002 | Ladda upp en bild av detta fornminne      |
| Västerås 198:1                            | Hällristning                     |              | Västerås, Västmanland |              | 59.649822, 16.645612 | 10233401980001 | Ladda upp en bild av detta fornminne      |
| Västerås 200:1                            | Gravfält                         |              | Västerås, Västmanland |              | 59.649677, 16.635272 | 10233402000001 | Ladda upp en bild av detta fornminne      |
| Västerås 201:1                            | Gravfält                         |              | Västerås, Västmanland |              | 59.632585, 16.541756 | 10233402010001 | Ladda upp en bild av detta fornminne      |
| Västerås 203:1                            | Hällristning                     |              | Västerås, Västmanland |              | 59.629474, 16.546010 | 10233402030001 | Ladda upp en bild av detta fornminne      |
| Västerås 205:2                            | Hällristning                     |              | Västerås, Västmanland |              | 59.628261, 16.544203 | 10233402050002 | Ladda upp en bild av detta fornminne      |
| Västerås 208:1                            | Hällristning                     |              | Västerås, Västmanland |              | 59.628312, 16.554292 | 10233402080001 | Ladda upp en bild av detta fornminne      |
| Gideonsberg (Västerås 209:1)              | Hällristning                     |              | Västerås, Västmanland |              | 59.626079, 16.553812 | 10233402090001 | Ladda upp en bild av detta fornminne      |
| Västerås 210:1                            | Hällristning                     |              | Västerås, Västmanland |              | 59.625872, 16.557098 | 10233402100001 | Ladda upp en bild av detta fornminne      |
| Västerås 211:1                            | Hällristning                     |              | Västerås, Västmanland |              | 59.628065, 16.557216 | 10233402110001 | Ladda upp en bild av detta fornminne      |
| Västerås 212:1                            | Hällristning                     |              | Västerås, Västmanland |              | 59.629061, 16.552026 | 10233402120001 | Ladda upp en bild av detta fornminne      |
| Västerås 213:1                            | Hällristning                     |              | Västerås, Västmanland |              | 59.630140, 16.539881 | 10233402130001 | Ladda upp en bild av detta fornminne      |
| Västerås 213:2                            | Hällristning                     |              | Västerås, Västmanland |              | 59.629914, 16.539654 | 10233402130002 | Ladda upp en bild av detta fornminne      |
| Orrbo hage (nr 2) (Västerås 214:1)        | Hällristning                     |              | Västerås, Västmanland |              | 59.631858, 16.566036 | 10233402140001 | Ladda upp en bild av detta fornminne      |
| Västerås 217:1                            | Gravfält                         |              | Västerås, Västmanland |              | 59.623440, 16.566424 | 10233402170001 | Ladda upp en till bild av detta fornminne |
| Västerås 220:1                            | Hällristning                     |              | Västerås, Västmanland |              | 59.625577, 16.560808 | 10233402200001 | Ladda upp en bild av detta fornminne      |
| Västerås 253:1                            | Grav markerad av sten/block      |              | Västerås, Västmanland |              | 59.592849, 16.437084 | 10233402530001 | Ladda upp en bild av detta fornminne      |
| Västerås 253:2                            | Grav markerad av sten/block      |              | Västerås, Västmanland |              | 59.592835, 16.436827 | 10233402530002 | Ladda upp en bild av detta fornminne      |
| Västerås 257:1                            | Röse                             |              | Västerås, Västmanland |              | 59.590858, 16.437419 | 10233402570001 | Ladda upp en bild av detta fornminne      |
| Västerås 258:1                            | Gravfält                         |              | Västerås, Västmanland |              | 59.595709, 16.449496 | 10233402580001 | Ladda upp en bild av detta fornminne      |
| Västerås 259:1                            | Gravfält                         |              | Västerås, Västmanland |              | 59.592575, 16.442830 | 10233402590001 | Ladda upp en bild av detta fornminne      |
| Västerås 260:1                            | Grav markerad av sten/block      |              | Västerås, Västmanland |              | 59.593292, 16.441741 | 10233402600001 | Ladda upp en bild av detta fornminne      |
| Berghagen (Västerås 262:1)                | Fornborg                         |              | Västerås, Västmanland |              | 59.595476, 16.441170 | 10233402620001 | Ladda upp en bild av detta fornminne      |
| Västerås 263:1                            | Röse                             |              | Västerås, Västmanland |              | 59.601068, 16.468072 | 10233402630001 | Ladda upp en bild av detta fornminne      |
| Se fritexten (Västerås 269:1)             | Gravfält                         |              | Västerås, Västmanland |              | 59.608034, 16.483048 | 10233402690001 | Ladda upp en bild av detta fornminne      |
| Västerås 270:1                            | Gravfält                         |              | Västerås, Västmanland |              | 59.607303, 16.483127 | 10233402700001 | Ladda upp en bild av detta fornminne      |
| Västerås 271:1                            | Gravfält                         |              | Västerås, Västmanland |              | 59.596542, 16.501652 | 10233402710001 | Ladda upp en bild av detta fornminne      |
| Västerås 273:1                            | Hög                              |              | Västerås, Västmanland |              | 59.599634, 16.502628 | 10233402730001 | Ladda upp en bild av detta fornminne      |
| S:ta Gertruds kapell (Västerås 274:1)     | Kyrka/kapell                     |              | Västerås, Västmanland |              | 59.592652, 16.507335 | 10233402740001 | Ladda upp en bild av detta fornminne      |
| Vs 9 (Västerås 275:1)                     | Runristning                      |              | Västerås, Västmanland | Saltängsbron | 59.589925, 16.493563 | 10233402750001 | Ladda upp en till bild av detta fornminne |
| Vs 10 (Västerås 275:2)                    | Runristning                      |              | Västerås, Västmanland | Saltängsbron | 59.589579, 16.493764 | 10233402750002 | Ladda upp en till bild av detta fornminne |
| Västerås 276:1                            | Röse                             |              | Västerås, Västmanland |              | 59.585485, 16.438285 | 10233402760001 | Ladda upp en bild av detta fornminne      |
| Västerås 277:1                            | Gravfält                         |              | Västerås, Västmanland |              | 59.585562, 16.436796 | 10233402770001 | Ladda upp en bild av detta fornminne      |
| Västerås 280:1                            | Hällristning                     |              | Västerås, Västmanland |              | 59.583778, 16.438994 | 10233402800001 | Ladda upp en bild av detta fornminne      |
| Västerås 282:1                            | Hög                              |              | Västerås, Västmanland |              | 59.578097, 16.439720 | 10233402820001 | Ladda upp en bild av detta fornminne      |
| Västerås 283:1                            | Grav markerad av sten/block      |              | Västerås, Västmanland |              | 59.579603, 16.442301 | 10233402830001 | Ladda upp en bild av detta fornminne      |
| Västerås 284:1                            | Hög                              |              | Västerås, Västmanland |              | 59.580093, 16.440266 | 10233402840001 | Ladda upp en bild av detta fornminne      |
| Västerås 285:1                            | Gravfält                         |              | Västerås, Västmanland |              | 59.576689, 16.437221 | 10233402850001 | Ladda upp en bild av detta fornminne      |
| Lötbacken (Västerås 287:1)                | Gravfält                         |              | Västerås, Västmanland |              | 59.579676, 16.447940 | 10233402870001 | Ladda upp en bild av detta fornminne      |
| Västerås 289:1                            | Gravfält                         |              | Västerås, Västmanland |              | 59.579362, 16.455399 | 10233402890001 | Ladda upp en bild av detta fornminne      |
| Västerås 290:1                            | Hällristning                     |              | Västerås, Västmanland |              | 59.577592, 16.454592 | 10233402900001 | Ladda upp en bild av detta fornminne      |
| Västerås 291:1                            | Gravfält                         |              | Västerås, Västmanland |              | 59.577284, 16.451867 | 10233402910001 | Ladda upp en bild av detta fornminne      |
| Västerås 291:2                            | Hällristning                     |              | Västerås, Västmanland |              | 59.577722, 16.451849 | 10233402910002 | Ladda upp en bild av detta fornminne      |
| Västerås 292:1                            | Gravfält                         |              | Västerås, Västmanland |              | 59.572498, 16.457632 | 10233402920001 | Ladda upp en bild av detta fornminne      |
| Västerås 293:1                            | Gravfält                         |              | Västerås, Västmanland |              | 59.571643, 16.457266 | 10233402930001 | Ladda upp en bild av detta fornminne      |
| Västerås 294:1                            | Gravfält                         |              | Västerås, Västmanland |              | 59.569313, 16.456380 | 10233402940001 | Ladda upp en bild av detta fornminne      |
| Västerås 295:1                            | Gravfält                         |              | Västerås, Västmanland |              | 59.573193, 16.441022 | 10233402950001 | Ladda upp en bild av detta fornminne      |
| Västerås 296:1                            | Röse                             |              | Västerås, Västmanland |              | 59.566820, 16.453798 | 10233402960001 | Ladda upp en bild av detta fornminne      |
| Västerås 298:1                            | Grav- och boplatsområde          |              | Västerås, Västmanland |              | 59.583469, 16.477544 | 10233402980001 | Ladda upp en bild av detta fornminne      |
| Västerås 299:1                            | Gravfält                         |              | Västerås, Västmanland |              | 59.580539, 16.482299 | 10233402990001 | Ladda upp en bild av detta fornminne      |
| Västerås 300:1                            | Gravfält                         |              | Västerås, Västmanland |              | 59.580673, 16.474253 | 10233403000001 | Ladda upp en bild av detta fornminne      |
| Västerås 302:1                            | Gravfält                         |              | Västerås, Västmanland |              | 59.580914, 16.477721 | 10233403020001 | Ladda upp en bild av detta fornminne      |
| Önstensborg (Västerås 304:1)              | Fornborg                         |              | Västerås, Västmanland |              | 59.573220, 16.510070 | 10233403040001 | Ladda upp en bild av detta fornminne      |
| Västerås 308:1                            | Röse                             |              | Västerås, Västmanland |              | 59.613124, 16.473179 | 10233403080001 | Ladda upp en bild av detta fornminne      |
| Västerås 310:1                            | Gravfält                         |              | Västerås, Västmanland |              | 59.574550, 16.472402 | 10233403100001 | Ladda upp en bild av detta fornminne      |
| Västerås 318:1                            | Röse                             |              | Västerås, Västmanland |              | 59.567888, 16.453755 | 10233403180001 | Ladda upp en bild av detta fornminne      |
| Västerås 318:2                            | Hällristning                     |              | Västerås, Västmanland |              | 59.567717, 16.453475 | 10233403180002 | Ladda upp en bild av detta fornminne      |
| Västerås 319:1                            | Gravfält                         |              | Västerås, Västmanland |              | 59.566101, 16.458527 | 10233403190001 | Ladda upp en bild av detta fornminne      |
| Västerås 320:1                            | Hällristning                     |              | Västerås, Västmanland |              | 59.572651, 16.459144 | 10233403200001 | Ladda upp en bild av detta fornminne      |
| Västerås 322:1                            | Röse                             |              | Västerås, Västmanland |              | 59.584533, 16.434859 | 10233403220001 | Ladda upp en bild av detta fornminne      |
| S:ta Ursulas kapell (Västerås 355:1)      | Kyrka/kapell                     |              | Västerås, Västmanland |              | 59.619608, 16.534921 | 10233403550001 | Ladda upp en bild av detta fornminne      |
| Västerås 385:1                            | Hällristning                     |              | Västerås, Västmanland |              | 59.642631, 16.737745 | 10233403850001 | Ladda upp en bild av detta fornminne      |
| Västerås 389:3                            | Grav markerad av sten/block      |              | Västerås, Västmanland |              | 59.648245, 16.722345 | 10233403890003 | Ladda upp en bild av detta fornminne      |
| Västerås 390:1                            | Hällristning                     |              | Västerås, Västmanland |              | 59.645319, 16.728589 | 10233403900001 | Ladda upp en bild av detta fornminne      |
| Västerås 393:1                            | Gravfält                         |              | Västerås, Västmanland |              | 59.647395, 16.712281 | 10233403930001 | Ladda upp en bild av detta fornminne      |
| Västerås 394:1                            | Hällristning                     |              | Västerås, Västmanland |              | 59.646355, 16.696222 | 10233403940001 | Ladda upp en bild av detta fornminne      |
| Västerås 397:1                            | Gravfält                         |              | Västerås, Västmanland |              | 59.642224, 16.693914 | 10233403970001 | Ladda upp en bild av detta fornminne      |
| Västerås 401:1                            | Gravfält                         |              | Västerås, Västmanland |              | 59.650102, 16.680681 | 10233404010001 | Ladda upp en bild av detta fornminne      |
| Västerås 402:1                            | Gravfält                         |              | Västerås, Västmanland |              | 59.629670, 16.745663 | 10233404020001 | Ladda upp en bild av detta fornminne      |
| Västerås 403:1                            | Gravfält                         |              | Västerås, Västmanland |              | 59.655012, 16.697647 | 10233404030001 | Ladda upp en bild av detta fornminne      |
| Västerås 406:1                            | Grav markerad av sten/block      |              | Västerås, Västmanland |              | 59.642896, 16.620455 | 10233404060001 | Ladda upp en bild av detta fornminne      |
| Västerås 407:2                            | Grav markerad av sten/block      |              | Västerås, Västmanland |              | 59.642980, 16.621436 | 10233404070002 | Ladda upp en bild av detta fornminne      |
| Västerås 409:1                            | Gravfält                         |              | Västerås, Västmanland |              | 59.641859, 16.622117 | 10233404090001 | Ladda upp en bild av detta fornminne      |
| Västerås 410:1                            | Grav markerad av sten/block      |              | Västerås, Västmanland |              | 59.638258, 16.628261 | 10233404100001 | Ladda upp en bild av detta fornminne      |
| Västerås 411:1                            | Grav markerad av sten/block      |              | Västerås, Västmanland |              | 59.638672, 16.628344 | 10233404110001 | Ladda upp en bild av detta fornminne      |
| Västerås 412:1                            | Grav markerad av sten/block      |              | Västerås, Västmanland |              | 59.640345, 16.629680 | 10233404120001 | Ladda upp en bild av detta fornminne      |
| Västerås 413:1                            | Hällristning                     |              | Västerås, Västmanland |              | 59.632234, 16.627911 | 10233404130001 | Ladda upp en bild av detta fornminne      |
| Västerås 414:1                            | Hällristning                     |              | Västerås, Västmanland |              | 59.626107, 16.627190 | 10233404140001 | Ladda upp en bild av detta fornminne      |
| Västerås 415:1                            | Gravfält                         |              | Västerås, Västmanland |              | 59.638114, 16.630505 | 10233404150001 | Ladda upp en bild av detta fornminne      |
| Västerås 416:1                            | Gravfält                         |              | Västerås, Västmanland |              | 59.634977, 16.630895 | 10233404160001 | Ladda upp en bild av detta fornminne      |
| Västerås 417:1                            | Gravfält                         |              | Västerås, Västmanland |              | 59.634691, 16.636316 | 10233404170001 | Ladda upp en bild av detta fornminne      |
| Västerås 418:1                            | Gravfält                         |              | Västerås, Västmanland |              | 59.634448, 16.634382 | 10233404180001 | Ladda upp en bild av detta fornminne      |
| Västerås 419:1                            | Gravfält                         |              | Västerås, Västmanland |              | 59.634324, 16.631733 | 10233404190001 | Ladda upp en bild av detta fornminne      |
| Västerås 420:1                            | Gravfält                         |              | Västerås, Västmanland |              | 59.635093, 16.632008 | 10233404200001 | Ladda upp en bild av detta fornminne      |
| Västerås 426:1                            | Gravfält                         |              | Västerås, Västmanland |              | 59.635584, 16.631772 | 10233404260001 | Ladda upp en bild av detta fornminne      |
| Västerås 430:1                            | Gravfält                         |              | Västerås, Västmanland |              | 59.630422, 16.640829 | 10233404300001 | Ladda upp en bild av detta fornminne      |
| Anunds hög (Västerås 431:1)               | Gravfält                         |              | Västerås, Västmanland |              | 59.630568, 16.645843 | 10233404310001 | Ladda upp en till bild av detta fornminne |
| Anunds hög (Västerås 431:4)               | Runristning                      |              | Västerås, Västmanland |              | 59.629927, 16.646290 | 10233404310004 | Ladda upp en till bild av detta fornminne |
| Västerås 432:1                            | Gravfält                         |              | Västerås, Västmanland |              | 59.627948, 16.643644 | 10233404320001 | Ladda upp en bild av detta fornminne      |
| Västerås 433:1                            | Gravfält                         |              | Västerås, Västmanland |              | 59.626670, 16.643079 | 10233404330001 | Ladda upp en bild av detta fornminne      |
| Västerås 435:1                            | Gravfält                         |              | Västerås, Västmanland |              | 59.623232, 16.636047 | 10233404350001 | Ladda upp en bild av detta fornminne      |
| Västerås 436:1                            | Hällristning                     |              | Västerås, Västmanland |              | 59.623719, 16.632316 | 10233404360001 | Ladda upp en bild av detta fornminne      |
| Västerås 436:2                            | Hällristning                     |              | Västerås, Västmanland |              | 59.623849, 16.632152 | 10233404360002 | Ladda upp en bild av detta fornminne      |
| Västerås 437:1                            | Gravfält                         |              | Västerås, Västmanland |              | 59.621170, 16.638350 | 10233404370001 | Ladda upp en bild av detta fornminne      |
| Västerås 438:1                            | Grav markerad av sten/block      |              | Västerås, Västmanland |              | 59.619791, 16.638383 | 10233404380001 | Ladda upp en bild av detta fornminne      |
| Västerås 439:1                            | Gravfält                         |              | Västerås, Västmanland |              | 59.618744, 16.639068 | 10233404390001 | Ladda upp en bild av detta fornminne      |
| Västerås 440:1                            | Gravfält                         |              | Västerås, Västmanland |              | 59.618872, 16.638576 | 10233404400001 | Ladda upp en bild av detta fornminne      |
| Västerås 442:1                            | Hög                              |              | Västerås, Västmanland |              | 59.626332, 16.630574 | 10233404420001 | Ladda upp en bild av detta fornminne      |
| Västerås 443:1                            | Hällristning                     |              | Västerås, Västmanland |              | 59.621808, 16.625768 | 10233404430001 | Ladda upp en bild av detta fornminne      |
| Västerås 443:2                            | Hällristning                     |              | Västerås, Västmanland |              | 59.621690, 16.625738 | 10233404430002 | Ladda upp en bild av detta fornminne      |
| Västerås 443:3                            | Hög                              |              | Västerås, Västmanland |              | 59.621601, 16.625528 | 10233404430003 | Ladda upp en bild av detta fornminne      |
| Västerås 444:1                            | Gravfält                         |              | Västerås, Västmanland |              | 59.617206, 16.638586 | 10233404440001 | Ladda upp en bild av detta fornminne      |
| Västerås 446:1                            | Gravfält                         |              | Västerås, Västmanland |              | 59.614355, 16.636091 | 10233404460001 | Ladda upp en bild av detta fornminne      |
| Västerås 447:1                            | Gravfält                         |              | Västerås, Västmanland |              | 59.614993, 16.636832 | 10233404470001 | Ladda upp en bild av detta fornminne      |
| Västerås 451:1                            | Hällristning                     |              | Västerås, Västmanland |              | 59.613389, 16.609335 | 10233404510001 | Ladda upp en bild av detta fornminne      |
| Grytahögen (Västerås 454:1)               | Gravfält                         |              | Västerås, Västmanland |              | 59.618262, 16.620609 | 10233404540001 | Ladda upp en till bild av detta fornminne |
| Västerås 455:1                            | Grav- och boplatsområde          |              | Västerås, Västmanland |              | 59.618382, 16.616807 | 10233404550001 | Ladda upp en bild av detta fornminne      |
| Västerås 458:1                            | Hög                              |              | Västerås, Västmanland |              | 59.620788, 16.615239 | 10233404580001 | Ladda upp en bild av detta fornminne      |
| Västerås 460:1                            | Hällristning                     |              | Västerås, Västmanland |              | 59.624145, 16.613290 | 10233404600001 | Ladda upp en bild av detta fornminne      |
| Västerås 463:1                            | Gravfält                         |              | Västerås, Västmanland |              | 59.637246, 16.616945 | 10233404630001 | Ladda upp en bild av detta fornminne      |
| Västerås 464:1                            | Hög                              |              | Västerås, Västmanland |              | 59.638094, 16.618242 | 10233404640001 | Ladda upp en bild av detta fornminne      |
| Västerås 465:1                            | Röse                             |              | Västerås, Västmanland |              | 59.629751, 16.610509 | 10233404650001 | Ladda upp en bild av detta fornminne      |
| Västerås 465:2                            | Hällristning                     |              | Västerås, Västmanland |              | 59.629758, 16.610799 | 10233404650002 | Ladda upp en bild av detta fornminne      |
| Västerås 467:1                            | Hällristning                     |              | Västerås, Västmanland |              | 59.626824, 16.611661 | 10233404670001 | Ladda upp en bild av detta fornminne      |
| Västerås 471:1                            | Gravfält                         |              | Västerås, Västmanland |              | 59.623102, 16.600333 | 10233404710001 | Ladda upp en bild av detta fornminne      |
| Västerås 472:2                            | Grav markerad av sten/block      |              | Västerås, Västmanland |              | 59.619998, 16.608406 | 10233404720002 | Ladda upp en bild av detta fornminne      |
| Västerås 475:1                            | Gravfält                         |              | Västerås, Västmanland |              | 59.613258, 16.600203 | 10233404750001 | Ladda upp en till bild av detta fornminne |
| Västerås 476:1                            | Hög                              |              | Västerås, Västmanland |              | 59.609361, 16.608328 | 10233404760001 | Ladda upp en bild av detta fornminne      |
| Västerås 479:1                            | Gravfält                         |              | Västerås, Västmanland |              | 59.607840, 16.613023 | 10233404790001 | Ladda upp en bild av detta fornminne      |
| Västerås 480:1                            | Gravfält                         |              | Västerås, Västmanland |              | 59.607549, 16.612528 | 10233404800001 | Ladda upp en bild av detta fornminne      |
| Västerås 483:4                            | Hög                              |              | Västerås, Västmanland |              | 59.643238, 16.637434 | 10233404830004 | Ladda upp en bild av detta fornminne      |
| Västerås 484:2                            | Hällristning                     |              | Västerås, Västmanland |              | 59.643253, 16.636551 | 10233404840002 | Ladda upp en bild av detta fornminne      |
| Västerås 485:2                            | Grav markerad av sten/block      |              | Västerås, Västmanland |              | 59.645515, 16.637718 | 10233404850002 | Ladda upp en bild av detta fornminne      |
| Västerås 489:1                            | Hög                              |              | Västerås, Västmanland |              | 59.635429, 16.664506 | 10233404890001 | Ladda upp en bild av detta fornminne      |
| Västerås 490:1                            | Gravfält                         |              | Västerås, Västmanland |              | 59.638370, 16.663433 | 10233404900001 | Ladda upp en bild av detta fornminne      |
| Västerås 493:1                            | Hög                              |              | Västerås, Västmanland |              | 59.633459, 16.671168 | 10233404930001 | Ladda upp en bild av detta fornminne      |
| Västerås 498:1                            | Gravfält                         |              | Västerås, Västmanland |              | 59.635771, 16.682986 | 10233404980001 | Ladda upp en bild av detta fornminne      |
| Västerås 501:1                            | Hällristning                     |              | Västerås, Västmanland |              | 59.638525, 16.704521 | 10233405010001 | Ladda upp en bild av detta fornminne      |
| Furby kyrkoruin (Västerås 502:1)          | Kyrka/kapell                     |              | Västerås, Västmanland |              | 59.639628, 16.697404 | 10233405020001 | Ladda upp en till bild av detta fornminne |
| Västerås 503:1                            | Hällristning                     |              | Västerås, Västmanland |              | 59.639167, 16.696889 | 10233405030001 | Ladda upp en bild av detta fornminne      |
| Västerås 504:1                            | Hällristning                     |              | Västerås, Västmanland |              | 59.638442, 16.696310 | 10233405040001 | Ladda upp en bild av detta fornminne      |
| Västerås 505:1                            | Hällristning                     |              | Västerås, Västmanland |              | 59.638782, 16.714537 | 10233405050001 | Ladda upp en bild av detta fornminne      |
| Västerås 505:2                            | Hällristning                     |              | Västerås, Västmanland |              | 59.638883, 16.714528 | 10233405050002 | Ladda upp en bild av detta fornminne      |
| Västerås 505:3                            | Hällristning                     |              | Västerås, Västmanland |              | 59.638792, 16.714371 | 10233405050003 | Ladda upp en bild av detta fornminne      |
| Västerås 511:2                            | Husgrund, förhistorisk/medeltida |              | Västerås, Västmanland |              | 59.637859, 16.694432 | 10233405110002 | Ladda upp en bild av detta fornminne      |
| Västerås 512:1                            | Gravfält                         |              | Västerås, Västmanland |              | 59.637156, 16.692341 | 10233405120001 | Ladda upp en bild av detta fornminne      |
| Västerås 513:1                            | Gravfält                         |              | Västerås, Västmanland |              | 59.638503, 16.692525 | 10233405130001 | Ladda upp en bild av detta fornminne      |
| Västerås 514:1                            | Hög                              |              | Västerås, Västmanland |              | 59.642118, 16.692914 | 10233405140001 | Ladda upp en bild av detta fornminne      |
| Västerås 515:1                            | Gravfält                         |              | Västerås, Västmanland |              | 59.640201, 16.702719 | 10233405150001 | Ladda upp en bild av detta fornminne      |
| Västerås 515:2                            | Hällristning                     |              | Västerås, Västmanland |              | 59.640817, 16.702927 | 10233405150002 | Ladda upp en bild av detta fornminne      |
| Västerås 515:3                            | Hällristning                     |              | Västerås, Västmanland |              | 59.640852, 16.702932 | 10233405150003 | Ladda upp en bild av detta fornminne      |
| Västerås 516:1                            | Hällristning                     |              | Västerås, Västmanland |              | 59.647008, 16.699965 | 10233405160001 | Ladda upp en bild av detta fornminne      |
| Västerås 517:1                            | Hällristning                     |              | Västerås, Västmanland |              | 59.645983, 16.710244 | 10233405170001 | Ladda upp en bild av detta fornminne      |
| Västerås 520:1                            | Hällristning                     |              | Västerås, Västmanland |              | 59.638693, 16.710311 | 10233405200001 | Ladda upp en bild av detta fornminne      |
| Västerås 521:1                            | Hällristning                     |              | Västerås, Västmanland |              | 59.639032, 16.708976 | 10233405210001 | Ladda upp en bild av detta fornminne      |
| Västerås 521:2                            | Hällristning                     |              | Västerås, Västmanland |              | 59.639028, 16.709102 | 10233405210002 | Ladda upp en bild av detta fornminne      |
| Västerås 523:1                            | Gravfält                         |              | Västerås, Västmanland |              | 59.646909, 16.724944 | 10233405230001 | Ladda upp en bild av detta fornminne      |
| Västerås 524:1                            | Stenkammargrav                   |              | Västerås, Västmanland |              | 59.646154, 16.730374 | 10233405240001 | Ladda upp en bild av detta fornminne      |
| Västerås 525:1                            | Hällristning                     |              | Västerås, Västmanland |              | 59.645381, 16.730577 | 10233405250001 | Ladda upp en bild av detta fornminne      |
| Västerås 526:1                            | Hällristning                     |              | Västerås, Västmanland |              | 59.645571, 16.733571 | 10233405260001 | Ladda upp en bild av detta fornminne      |
| Västerås 528:1                            | Hällristning                     |              | Västerås, Västmanland |              | 59.636348, 16.729617 | 10233405280001 | Ladda upp en bild av detta fornminne      |
| Västerås 532:1                            | Gravfält                         |              | Västerås, Västmanland |              | 59.636988, 16.714534 | 10233405320001 | Ladda upp en bild av detta fornminne      |
| Västerås 534:1                            | Gravfält                         |              | Västerås, Västmanland |              | 59.633177, 16.701319 | 10233405340001 | Ladda upp en bild av detta fornminne      |
| Västerås 536:1                            | Hög                              |              | Västerås, Västmanland |              | 59.634218, 16.694742 | 10233405360001 | Ladda upp en bild av detta fornminne      |
| Västerås 536:2                            | Husgrund, förhistorisk/medeltida |              | Västerås, Västmanland |              | 59.634361, 16.695312 | 10233405360002 | Ladda upp en bild av detta fornminne      |
| Västerås 536:4                            | Hög                              |              | Västerås, Västmanland |              | 59.634403, 16.696089 | 10233405360004 | Ladda upp en bild av detta fornminne      |
| Västerås 540:1                            | Gravfält                         |              | Västerås, Västmanland |              | 59.629662, 16.687952 | 10233405400001 | Ladda upp en bild av detta fornminne      |
| Västerås 541:1                            | Hög                              |              | Västerås, Västmanland |              | 59.629762, 16.689222 | 10233405410001 | Ladda upp en bild av detta fornminne      |
| Västerås 542:1                            | Gravfält                         |              | Västerås, Västmanland |              | 59.629815, 16.690269 | 10233405420001 | Ladda upp en bild av detta fornminne      |
| Västerås 545:1                            | Gravfält                         |              | Västerås, Västmanland |              | 59.626899, 16.687565 | 10233405450001 | Ladda upp en bild av detta fornminne      |
| Västerås 546:1                            | Röse                             |              | Västerås, Västmanland |              | 59.627010, 16.691185 | 10233405460001 | Ladda upp en bild av detta fornminne      |
| Västerås 547:1                            | Gravfält                         |              | Västerås, Västmanland |              | 59.628863, 16.675107 | 10233405470001 | Ladda upp en bild av detta fornminne      |
| Västerås 547:2                            | Gravfält                         |              | Västerås, Västmanland |              | 59.628300, 16.674973 | 10233405470002 | Ladda upp en bild av detta fornminne      |
| Västerås 550:1                            | Röse                             |              | Västerås, Västmanland |              | 59.620319, 16.681756 | 10233405500001 | Ladda upp en bild av detta fornminne      |
| Västerås 552:1                            | Gravfält                         |              | Västerås, Västmanland |              | 59.630989, 16.667328 | 10233405520001 | Ladda upp en bild av detta fornminne      |
| Västerås 552:2                            | Hällristning                     |              | Västerås, Västmanland |              | 59.630664, 16.667550 | 10233405520002 | Ladda upp en bild av detta fornminne      |
| Västerås 552:3                            | Hällristning                     |              | Västerås, Västmanland |              | 59.630664, 16.667550 | 10233405520003 | Ladda upp en bild av detta fornminne      |
| Västerås 553:1                            | Gravfält                         |              | Västerås, Västmanland |              | 59.628063, 16.665268 | 10233405530001 | Ladda upp en bild av detta fornminne      |
| Västerås 554:1                            | Gravfält                         |              | Västerås, Västmanland |              | 59.628746, 16.660584 | 10233405540001 | Ladda upp en bild av detta fornminne      |
| Västerås 555:1                            | Gravfält                         |              | Västerås, Västmanland |              | 59.624132, 16.658830 | 10233405550001 | Ladda upp en bild av detta fornminne      |
| Västerås 556:1                            | Hög                              |              | Västerås, Västmanland |              | 59.624086, 16.656574 | 10233405560001 | Ladda upp en bild av detta fornminne      |
| Västerås 557:1                            | Hög                              |              | Västerås, Västmanland |              | 59.622230, 16.657785 | 10233405570001 | Ladda upp en bild av detta fornminne      |
| Västerås 557:3                            | Hög                              |              | Västerås, Västmanland |              | 59.621607, 16.657727 | 10233405570003 | Ladda upp en bild av detta fornminne      |
| Västerås 558:1                            | Gravfält                         |              | Västerås, Västmanland |              | 59.619234, 16.664180 | 10233405580001 | Ladda upp en bild av detta fornminne      |
| Västerås 563:2                            | Hög                              |              | Västerås, Västmanland |              | 59.600395, 16.624276 | 10233405630002 | Ladda upp en bild av detta fornminne      |
| Västerås 564:1                            | Gravfält                         |              | Västerås, Västmanland |              | 59.599080, 16.623393 | 10233405640001 | Ladda upp en bild av detta fornminne      |
| Västerås 568:1                            | Röse                             |              | Västerås, Västmanland |              | 59.587436, 16.612466 | 10233405680001 | Ladda upp en bild av detta fornminne      |
| Västerås 569:1                            | Gravfält                         |              | Västerås, Västmanland |              | 59.589831, 16.608052 | 10233405690001 | Ladda upp en bild av detta fornminne      |
| Västerås 570:1                            | Hällristning                     |              | Västerås, Västmanland |              | 59.633648, 16.623795 | 10233405700001 | Ladda upp en bild av detta fornminne      |
| Västerås 571:3                            | Hög                              |              | Västerås, Västmanland |              | 59.632910, 16.627667 | 10233405710003 | Ladda upp en bild av detta fornminne      |
| Västerås 572:1                            | Hällristning                     |              | Västerås, Västmanland |              | 59.628454, 16.627648 | 10233405720001 | Ladda upp en bild av detta fornminne      |
| Västerås 572:2                            | Hällristning                     |              | Västerås, Västmanland |              | 59.628454, 16.627648 | 10233405720002 | Ladda upp en bild av detta fornminne      |
| Västerås 573:1                            | Hög                              |              | Västerås, Västmanland |              | 59.622673, 16.621077 | 10233405730001 | Ladda upp en bild av detta fornminne      |
| Västerås 573:2                            | Hög                              |              | Västerås, Västmanland |              | 59.622529, 16.620922 | 10233405730002 | Ladda upp en bild av detta fornminne      |
| Västerås 580:1                            | Hällristning                     |              | Västerås, Västmanland |              | 59.656204, 16.696595 | 10233405800001 | Ladda upp en bild av detta fornminne      |
| Västerås 581:1                            | Gravfält                         |              | Västerås, Västmanland |              | 59.616059, 16.637339 | 10233405810001 | Ladda upp en bild av detta fornminne      |
| Västerås 589:1                            | Hög                              |              | Västerås, Västmanland |              | 59.634226, 16.630388 | 10233405890001 | Ladda upp en bild av detta fornminne      |
| Västerås 593:1                            | Gravfält                         |              | Västerås, Västmanland |              | 59.646339, 16.617028 | 10233405930001 | Ladda upp en bild av detta fornminne      |
| Västerås 600:1                            | Hög                              |              | Västerås, Västmanland |              | 59.638264, 16.616376 | 10233406000001 | Ladda upp en bild av detta fornminne      |
| Västerås 601:1                            | Hällristning                     |              | Västerås, Västmanland |              | 59.643389, 16.467918 | 10233406010001 | Ladda upp en bild av detta fornminne      |
| Västerås 601:4                            | Hällristning                     |              | Västerås, Västmanland |              | 59.643397, 16.467560 | 10233406010004 | Ladda upp en bild av detta fornminne      |
| Västerås 604:1                            | Hög                              |              | Västerås, Västmanland |              | 59.648901, 16.468776 | 10233406040001 | Ladda upp en bild av detta fornminne      |
| Västerås 606:1                            | Gravfält                         |              | Västerås, Västmanland |              | 59.644959, 16.433648 | 10233406060001 | Ladda upp en bild av detta fornminne      |
| Västerås 609:2                            | Röse                             |              | Västerås, Västmanland |              | 59.643622, 16.471380 | 10233406090002 | Ladda upp en bild av detta fornminne      |
| Västerås 610:1                            | Hällristning                     |              | Västerås, Västmanland |              | 59.643304, 16.469819 | 10233406100001 | Ladda upp en bild av detta fornminne      |
| Västerås 611:1                            | Hällristning                     |              | Västerås, Västmanland |              | 59.644565, 16.469897 | 10233406110001 | Ladda upp en bild av detta fornminne      |
| Västerås 612:1                            | Hällristning                     |              | Västerås, Västmanland |              | 59.643947, 16.469505 | 10233406120001 | Ladda upp en bild av detta fornminne      |
| Västerås 612:2                            | Hällristning                     |              | Västerås, Västmanland |              | 59.644072, 16.469296 | 10233406120002 | Ladda upp en bild av detta fornminne      |
| Västerås 612:3                            | Hällristning                     |              | Västerås, Västmanland |              | 59.644340, 16.468663 | 10233406120003 | Ladda upp en bild av detta fornminne      |
| Västerås 612:4                            | Hällristning                     |              | Västerås, Västmanland |              | 59.643779, 16.469365 | 10233406120004 | Ladda upp en bild av detta fornminne      |
| Västerås 614:1                            | Gravfält                         |              | Västerås, Västmanland |              | 59.644300, 16.457142 | 10233406140001 | Ladda upp en bild av detta fornminne      |
| Västerås 616:1                            | Gravfält                         |              | Västerås, Västmanland |              | 59.645757, 16.470188 | 10233406160001 | Ladda upp en bild av detta fornminne      |
| Västerås 616:2                            | Hög                              |              | Västerås, Västmanland |              | 59.645712, 16.470910 | 10233406160002 | Ladda upp en bild av detta fornminne      |
| Västerås 622:1                            | Gravfält                         |              | Västerås, Västmanland |              | 59.653608, 16.473608 | 10233406220001 | Ladda upp en bild av detta fornminne      |
| Västerås 629:1                            | Röse                             |              | Västerås, Västmanland |              | 59.638890, 16.488035 | 10233406290001 | Ladda upp en bild av detta fornminne      |
| Västerås 629:2                            | Hög                              |              | Västerås, Västmanland |              | 59.638734, 16.488210 | 10233406290002 | Ladda upp en bild av detta fornminne      |
| Västerås 630:1                            | Gravfält                         |              | Västerås, Västmanland |              | 59.636010, 16.495679 | 10233406300001 | Ladda upp en bild av detta fornminne      |
| Västerås 631:1                            | Hög                              |              | Västerås, Västmanland |              | 59.638354, 16.497149 | 10233406310001 | Ladda upp en bild av detta fornminne      |
| Västerås 632:1                            | Hög                              |              | Västerås, Västmanland |              | 59.636721, 16.499404 | 10233406320001 | Ladda upp en bild av detta fornminne      |
| Västerås 632:2                            | Hällristning                     |              | Västerås, Västmanland |              | 59.636721, 16.499404 | 10233406320002 | Ladda upp en bild av detta fornminne      |
| Västerås 636:1                            | Hög                              |              | Västerås, Västmanland |              | 59.626311, 16.485189 | 10233406360001 | Ladda upp en bild av detta fornminne      |
| Västerås 636:3                            | Hög                              |              | Västerås, Västmanland |              | 59.626916, 16.486142 | 10233406360003 | Ladda upp en bild av detta fornminne      |
| Västerås 636:4                            | Hällristning                     |              | Västerås, Västmanland |              | 59.626669, 16.485847 | 10233406360004 | Ladda upp en bild av detta fornminne      |
| Västerås 637:1                            | Gravfält                         |              | Västerås, Västmanland |              | 59.626794, 16.478336 | 10233406370001 | Ladda upp en bild av detta fornminne      |
| Västerås 644:1                            | Gravfält                         |              | Västerås, Västmanland |              | 59.628562, 16.463668 | 10233406440001 | Ladda upp en bild av detta fornminne      |
| Västerås 645:2                            | Hällristning                     |              | Västerås, Västmanland |              | 59.628474, 16.464781 | 10233406450002 | Ladda upp en bild av detta fornminne      |
| Västerås 646:1                            | Röse                             |              | Västerås, Västmanland |              | 59.625254, 16.439979 | 10233406460001 | Ladda upp en bild av detta fornminne      |
| Västerås 646:2                            | Röse                             |              | Västerås, Västmanland |              | 59.625114, 16.440007 | 10233406460002 | Ladda upp en bild av detta fornminne      |
| Västerås 648:1                            | Hög                              |              | Västerås, Västmanland |              | 59.656584, 16.452498 | 10233406480001 | Ladda upp en bild av detta fornminne      |
| Västerås 648:2                            | Hällristning                     |              | Västerås, Västmanland |              | 59.656584, 16.452498 | 10233406480002 | Ladda upp en bild av detta fornminne      |
| Västerås 650:1                            | Grav- och boplatsområde          |              | Västerås, Västmanland |              | 59.653771, 16.444202 | 10233406500001 | Ladda upp en bild av detta fornminne      |
| Västerås 651:1                            | Grav- och boplatsområde          |              | Västerås, Västmanland |              | 59.660673, 16.458866 | 10233406510001 | Ladda upp en bild av detta fornminne      |
| Västerås 652:1                            | Hög                              |              | Västerås, Västmanland |              | 59.661621, 16.459376 | 10233406520001 | Ladda upp en bild av detta fornminne      |
| Västerås 658:1                            | Hög                              |              | Västerås, Västmanland |              | 59.669590, 16.455214 | 10233406580001 | Ladda upp en bild av detta fornminne      |
| Västerås 660:2                            | Hög                              |              | Västerås, Västmanland |              | 59.668501, 16.461469 | 10233406600002 | Ladda upp en bild av detta fornminne      |
| Västerås 660:3                            | Hög                              |              | Västerås, Västmanland |              | 59.668507, 16.461147 | 10233406600003 | Ladda upp en bild av detta fornminne      |
| Västerås 663:1                            | Hällristning                     |              | Västerås, Västmanland |              | 59.636608, 16.424776 | 10233406630001 | Ladda upp en bild av detta fornminne      |
| Jättevettjen, Juuthängen (Västerås 664:1) | Grav markerad av sten/block      |              | Västerås, Västmanland |              | 59.654422, 16.473276 | 10233406640001 | Ladda upp en bild av detta fornminne      |
| Jättevettjen, Juuthängen (Västerås 664:2) | Grav markerad av sten/block      |              | Västerås, Västmanland |              | 59.654479, 16.473582 | 10233406640002 | Ladda upp en bild av detta fornminne      |
| Västerås 665:1                            | Gravfält                         |              | Västerås, Västmanland |              | 59.654536, 16.474753 | 10233406650001 | Ladda upp en bild av detta fornminne      |
| Västerås 666:1                            | Gravfält                         |              | Västerås, Västmanland |              | 59.653800, 16.477054 | 10233406660001 | Ladda upp en bild av detta fornminne      |
| Västerås 667:1                            | Hög                              |              | Västerås, Västmanland |              | 59.653722, 16.480155 | 10233406670001 | Ladda upp en bild av detta fornminne      |
| Västerås 667:2                            | Hög                              |              | Västerås, Västmanland |              | 59.653552, 16.480317 | 10233406670002 | Ladda upp en bild av detta fornminne      |
| Västerås 667:3                            | Hög                              |              | Västerås, Västmanland |              | 59.653445, 16.480464 | 10233406670003 | Ladda upp en bild av detta fornminne      |
| Västerås 667:4                            | Hög                              |              | Västerås, Västmanland |              | 59.653355, 16.480536 | 10233406670004 | Ladda upp en bild av detta fornminne      |
| Västerås 669:2                            | Grav markerad av sten/block      |              | Västerås, Västmanland |              | 59.655431, 16.473956 | 10233406690002 | Ladda upp en bild av detta fornminne      |
| Västerås 669:3                            | Grav markerad av sten/block      |              | Västerås, Västmanland |              | 59.655370, 16.474242 | 10233406690003 | Ladda upp en bild av detta fornminne      |
| Västerås 670:1                            | Grav markerad av sten/block      |              | Västerås, Västmanland |              | 59.655837, 16.474728 | 10233406700001 | Ladda upp en bild av detta fornminne      |
| Västerås 672:1                            | Hällristning                     |              | Västerås, Västmanland |              | 59.629539, 16.484689 | 10233406720001 | Ladda upp en bild av detta fornminne      |
| Västerås 674:1                            | Hällristning                     |              | Västerås, Västmanland |              | 59.628368, 16.449152 | 10233406740001 | Ladda upp en bild av detta fornminne      |
| Västerås 680:1                            | Hällristning                     |              | Västerås, Västmanland |              | 59.634371, 16.438436 | 10233406800001 | Ladda upp en bild av detta fornminne      |
| Västerås 681:1                            | Hög                              |              | Västerås, Västmanland |              | 59.635957, 16.443789 | 10233406810001 | Ladda upp en bild av detta fornminne      |
| Västerås 688:2                            | Hög                              |              | Västerås, Västmanland |              | 59.669220, 16.460449 | 10233406880002 | Ladda upp en bild av detta fornminne      |
| Västerås 690:1                            | Hög                              |              | Västerås, Västmanland |              | 59.669019, 16.458041 | 10233406900001 | Ladda upp en bild av detta fornminne      |
| Västerås 690:2                            | Hög                              |              | Västerås, Västmanland |              | 59.668812, 16.458339 | 10233406900002 | Ladda upp en bild av detta fornminne      |
| Västerås 690:3                            | Hög                              |              | Västerås, Västmanland |              | 59.668547, 16.458208 | 10233406900003 | Ladda upp en bild av detta fornminne      |
| Västerås 707:1                            | Hög                              |              | Västerås, Västmanland |              | 59.657257, 16.449628 | 10233407070001 | Ladda upp en bild av detta fornminne      |
| Västerås 708:2                            | Hällristning                     |              | Västerås, Västmanland |              | 59.650368, 16.457337 | 10233407080002 | Ladda upp en bild av detta fornminne      |
| Västerås 709:1                            | Hällristning                     |              | Västerås, Västmanland |              | 59.650201, 16.460813 | 10233407090001 | Ladda upp en bild av detta fornminne      |
| Västerås 712:1                            | Hällristning                     |              | Västerås, Västmanland |              | 59.646404, 16.456952 | 10233407120001 | Ladda upp en bild av detta fornminne      |
| Västerås 713:2                            | Hällristning                     |              | Västerås, Västmanland |              | 59.647262, 16.451476 | 10233407130002 | Ladda upp en bild av detta fornminne      |
| Västerås 714:1                            | Hög                              |              | Västerås, Västmanland |              | 59.645431, 16.451428 | 10233407140001 | Ladda upp en bild av detta fornminne      |
| Västerås 716:1                            | Hällristning                     |              | Västerås, Västmanland |              | 59.646919, 16.460433 | 10233407160001 | Ladda upp en bild av detta fornminne      |
| Västerås 716:2                            | Hällristning                     |              | Västerås, Västmanland |              | 59.646829, 16.460219 | 10233407160002 | Ladda upp en bild av detta fornminne      |
| Västerås 717:1                            | Hällristning                     |              | Västerås, Västmanland |              | 59.646832, 16.468180 | 10233407170001 | Ladda upp en bild av detta fornminne      |
| Västerås 746:1                            | Ristning, medeltid/historisk tid |              | Västerås, Västmanland |              | 59.603829, 16.458000 | 10233407460001 | Ladda upp en bild av detta fornminne      |
| Västerås 757:1                            | Gravfält                         |              | Västerås, Västmanland |              | 59.628606, 16.661804 | 10233407570001 | Ladda upp en bild av detta fornminne      |
| Västerås 765:1                            | Hög                              |              | Västerås, Västmanland |              | 59.602668, 16.624400 | 10233407650001 | Ladda upp en bild av detta fornminne      |
| Västerås 766:1                            | Hög                              |              | Västerås, Västmanland |              | 59.598925, 16.622604 | 10233407660001 | Ladda upp en bild av detta fornminne      |
| Västerås 767:1                            | Hög                              |              | Västerås, Västmanland |              | 59.599015, 16.625252 | 10233407670001 | Ladda upp en bild av detta fornminne      |
| Västerås 767:3                            | Hög                              |              | Västerås, Västmanland |              | 59.598714, 16.625141 | 10233407670003 | Ladda upp en bild av detta fornminne      |
| Västerås 770:1                            | Gravfält                         |              | Västerås, Västmanland |              | 59.579385, 16.623594 | 10233407700001 | Ladda upp en bild av detta fornminne      |
| Västerås 771:1                            | Gravfält                         |              | Västerås, Västmanland |              | 59.607745, 16.629326 | 10233407710001 | Ladda upp en bild av detta fornminne      |
| Västerås 775:1                            | Gravfält                         |              | Västerås, Västmanland |              | 59.646532, 16.682487 | 10233407750001 | Ladda upp en bild av detta fornminne      |
| Västerås 775:2                            | Hällristning                     |              | Västerås, Västmanland |              | 59.646156, 16.682146 | 10233407750002 | Ladda upp en bild av detta fornminne      |
| Västerås 775:3                            | Hällristning                     |              | Västerås, Västmanland |              | 59.646200, 16.682272 | 10233407750003 | Ladda upp en bild av detta fornminne      |
| Västerås 779:1                            | Hällristning                     |              | Västerås, Västmanland |              | 59.640344, 16.690808 | 10233407790001 | Ladda upp en bild av detta fornminne      |
| Västerås 786:1                            | Hällristning                     |              | Västerås, Västmanland |              | 59.644329, 16.700460 | 10233407860001 | Ladda upp en bild av detta fornminne      |
| Västerås 787:1                            | Hällristning                     |              | Västerås, Västmanland |              | 59.644653, 16.700856 | 10233407870001 | Ladda upp en bild av detta fornminne      |
| Västerås 787:2                            | Hällristning                     |              | Västerås, Västmanland |              | 59.644653, 16.700856 | 10233407870002 | Ladda upp en bild av detta fornminne      |
| Västerås 796:1                            | Hällristning                     |              | Västerås, Västmanland |              | 59.637679, 16.717711 | 10233407960001 | Ladda upp en bild av detta fornminne      |
| Västerås 797:1                            | Hällristning                     |              | Västerås, Västmanland |              | 59.637544, 16.716925 | 10233407970001 | Ladda upp en bild av detta fornminne      |
| Västerås 797:2                            | Hällristning                     |              | Västerås, Västmanland |              | 59.637758, 16.716914 | 10233407970002 | Ladda upp en bild av detta fornminne      |
| Västerås 798:1                            | Hällristning                     |              | Västerås, Västmanland |              | 59.638234, 16.719629 | 10233407980001 | Ladda upp en bild av detta fornminne      |
| Västerås 799:1                            | Hällristning                     |              | Västerås, Västmanland |              | 59.637755, 16.727300 | 10233407990001 | Ladda upp en bild av detta fornminne      |
| Västerås 800:1                            | Gravfält                         |              | Västerås, Västmanland |              | 59.637766, 16.739421 | 10233408000001 | Ladda upp en bild av detta fornminne      |
| Västerås 804:1                            | Gravfält                         |              | Västerås, Västmanland |              | 59.592281, 16.609725 | 10233408040001 | Ladda upp en bild av detta fornminne      |
| Västerås 805:1                            | Grav- och boplatsområde          |              | Västerås, Västmanland |              | 59.591555, 16.610546 | 10233408050001 | Ladda upp en bild av detta fornminne      |
| Västerås 818:1                            | Hög                              |              | Västerås, Västmanland |              | 59.590668, 16.611930 | 10233408180001 | Ladda upp en bild av detta fornminne      |
| Västerås 818:2                            | Hög                              |              | Västerås, Västmanland |              | 59.590778, 16.612838 | 10233408180002 | Ladda upp en bild av detta fornminne      |
| Västerås 819:1                            | Hög                              |              | Västerås, Västmanland |              | 59.590355, 16.608721 | 10233408190001 | Ladda upp en bild av detta fornminne      |
| Västerås 827:1                            | Hällristning                     |              | Västerås, Västmanland |              | 59.639448, 16.708291 | 10233408270001 | Ladda upp en bild av detta fornminne      |
| Västerås 828:1                            | Hällristning                     |              | Västerås, Västmanland |              | 59.639799, 16.707701 | 10233408280001 | Ladda upp en bild av detta fornminne      |
| Västerås 840:1                            | Hällristning                     |              | Västerås, Västmanland |              | 59.644290, 16.703042 | 10233408400001 | Ladda upp en bild av detta fornminne      |
| Västerås 841:1                            | Gravfält                         |              | Västerås, Västmanland |              | 59.640936, 16.629605 | 10233408410001 | Ladda upp en bild av detta fornminne      |
| Västerås 876:1                            | Hällristning                     |              | Västerås, Västmanland |              | 59.647990, 16.494962 | 10233408760001 | Ladda upp en bild av detta fornminne      |
| Västerås 915:1                            | Hög                              |              | Västerås, Västmanland |              | 59.614845, 16.635855 | 10233409150001 | Ladda upp en bild av detta fornminne      |
| Västerås 917:1                            | Husgrund, förhistorisk/medeltida |              | Västerås, Västmanland |              | 59.617698, 16.637687 | 10233409170001 | Ladda upp en bild av detta fornminne      |
| Västerås 946:1                            | Hällristning                     |              | Västerås, Västmanland |              | 59.626987, 16.618063 | 10233409460001 | Ladda upp en bild av detta fornminne      |
| Västerås 984:1                            | Hällristning                     |              | Västerås, Västmanland |              | 59.635081, 16.526906 | 10233409840001 | Ladda upp en bild av detta fornminne      |
| Västerås 985:1                            | Hällristning                     |              | Västerås, Västmanland |              | 59.638215, 16.525893 | 10233409850001 | Ladda upp en bild av detta fornminne      |
| Västerås 986:1                            | Hällristning                     |              | Västerås, Västmanland |              | 59.639084, 16.522726 | 10233409860001 | Ladda upp en bild av detta fornminne      |
| Västerås 1107                             | Hällristning                     |              | Västerås, Västmanland |              | 59.626967, 16.540551 | 12000000004159 | Ladda upp en bild av detta fornminne      |
| Västerås 1113                             | Hällristning                     |              | Västerås, Västmanland |              | 59.629737, 16.553045 | 12000000004167 | Ladda upp en bild av detta fornminne      |
| Västerås 1114                             | Hällristning                     |              | Västerås, Västmanland |              | 59.630268, 16.548867 | 12000000004169 | Ladda upp en bild av detta fornminne      |
| Västerås 1115                             | Hällristning                     |              | Västerås, Västmanland |              | 59.629761, 16.540479 | 12000000004171 | Ladda upp en bild av detta fornminne      |
| Västerås 1117                             | Hällristning                     |              | Västerås, Västmanland |              | 59.629820, 16.539846 | 12000000004175 | Ladda upp en bild av detta fornminne      |
| Västerås 1130                             | Hällristning                     |              | Västerås, Västmanland |              | 59.629732, 16.549615 | 12000000004192 | Ladda upp en bild av detta fornminne      |
| Västerås 1131                             | Hällristning                     |              | Västerås, Västmanland |              | 59.629819, 16.550988 | 12000000004194 | Ladda upp en bild av detta fornminne      |
| Västerås 1133                             | Hällristning                     |              | Västerås, Västmanland |              | 59.630651, 16.539956 | 12000000004197 | Ladda upp en bild av detta fornminne      |
| Västerås 1135                             | Hällristning                     |              | Västerås, Västmanland |              | 59.629760, 16.541230 | 12000000004201 | Ladda upp en bild av detta fornminne      |
| Västerås 1138                             | Hällristning                     |              | Västerås, Västmanland |              | 59.631443, 16.545694 | 12000000004207 | Ladda upp en bild av detta fornminne      |
| Västerås 1140                             | Hällristning                     |              | Västerås, Västmanland |              | 59.626753, 16.548898 | 12000000004211 | Ladda upp en bild av detta fornminne      |
| Västerås 1142                             | Hällristning                     |              | Västerås, Västmanland |              | 59.629373, 16.547522 | 12000000004215 | Ladda upp en bild av detta fornminne      |
| Västerås 1144                             | Hällristning                     |              | Västerås, Västmanland |              | 59.628895, 16.545286 | 12000000004219 | Ladda upp en bild av detta fornminne      |
| Västerås 1145                             | Hällristning                     |              | Västerås, Västmanland |              | 59.628772, 16.545478 | 12000000004221 | Ladda upp en bild av detta fornminne      |
| Västerås 1146                             | Hällristning                     |              | Västerås, Västmanland |              | 59.628576, 16.545951 | 12000000004223 | Ladda upp en bild av detta fornminne      |
| Västerås 1151                             | Hällristning                     |              | Västerås, Västmanland |              | 59.627248, 16.541105 | 12000000004233 | Ladda upp en bild av detta fornminne      |
| Västerås 1152                             | Hällristning                     |              | Västerås, Västmanland |              | 59.626928, 16.541037 | 12000000004235 | Ladda upp en bild av detta fornminne      |
| Västerås 1153                             | Hällristning                     |              | Västerås, Västmanland |              | 59.627448, 16.542712 | 12000000004238 | Ladda upp en bild av detta fornminne      |
| Västerås 1155                             | Hällristning                     |              | Västerås, Västmanland |              | 59.628432, 16.544225 | 12000000004242 | Ladda upp en bild av detta fornminne      |
| Västerås 1156                             | Hällristning                     |              | Västerås, Västmanland |              | 59.627630, 16.542546 | 12000000004244 | Ladda upp en bild av detta fornminne      |
| Västerås 1158                             | Hällristning                     |              | Västerås, Västmanland |              | 59.626189, 16.540854 | 12000000004248 | Ladda upp en bild av detta fornminne      |
| Västerås 1159                             | Hällristning                     |              | Västerås, Västmanland |              | 59.628360, 16.540436 | 12000000004252 | Ladda upp en bild av detta fornminne      |
| Västerås 1169                             | Hällristning                     |              | Västerås, Västmanland |              | 59.625825, 16.540947 | 12000000004275 | Ladda upp en bild av detta fornminne      |
| Västerås 1171                             | Hällristning                     |              | Västerås, Västmanland |              | 59.625735, 16.540932 | 12000000004280 | Ladda upp en bild av detta fornminne      |
| Västerås 1172                             | Hällristning                     |              | Västerås, Västmanland |              | 59.626189, 16.542300 | 12000000004283 | Ladda upp en bild av detta fornminne      |
| Västerås 1175                             | Hällristning                     |              | Västerås, Västmanland |              | 59.626917, 16.539649 | 12000000004290 | Ladda upp en bild av detta fornminne      |
| Dingtuna 175:1                            | Gravfält                         |              | Västerås, Västmanland |              | 59.615091, 16.469607 | 10227901750001 | Ladda upp en bild av detta fornminne      |
| Västerås 1176                             | Hällristning                     |              | Västerås, Västmanland |              | 59.627901, 16.544384 | 12000000004292 | Ladda upp en bild av detta fornminne      |
| Västerås 1179                             | Hällristning                     |              | Västerås, Västmanland |              | 59.626963, 16.540821 | 12000000004297 | Ladda upp en bild av detta fornminne      |
| Västerås 1185                             | Hällristning                     |              | Västerås, Västmanland |              | 59.625374, 16.539814 | 12000000004307 | Ladda upp en bild av detta fornminne      |
| Västerås 1186                             | Hällristning                     |              | Västerås, Västmanland |              | 59.625511, 16.541033 | 12000000004312 | Ladda upp en bild av detta fornminne      |
| Västerås 1190                             | Hällristning                     |              | Västerås, Västmanland |              | 59.625929, 16.540927 | 12000000004319 | Ladda upp en bild av detta fornminne      |
| Västerås 1198                             | Hällristning                     |              | Västerås, Västmanland |              | 59.625897, 16.544235 | 12000000011448 | Ladda upp en bild av detta fornminne      |
| Västerås 1199                             | Hällristning                     |              | Västerås, Västmanland |              | 59.625955, 16.544238 | 12000000011451 | Ladda upp en bild av detta fornminne      |
| Västerås 1200                             | Hällristning                     |              | Västerås, Västmanland |              | 59.625912, 16.544324 | 12000000011453 | Ladda upp en bild av detta fornminne      |
| Västerås 1201                             | Hällristning                     |              | Västerås, Västmanland |              | 59.625916, 16.544249 | 12000000011456 | Ladda upp en bild av detta fornminne      |
| Västerås 1202                             | Hällristning                     |              | Västerås, Västmanland |              | 59.624808, 16.553887 | 12000000011459 | Ladda upp en bild av detta fornminne      |
| Västerås 1203                             | Hällristning                     |              | Västerås, Västmanland |              | 59.625671, 16.553937 | 12000000011461 | Ladda upp en bild av detta fornminne      |
| Västerås 1204                             | Hällristning                     |              | Västerås, Västmanland |              | 59.606669, 16.521040 | 12000000011463 | Ladda upp en bild av detta fornminne      |
| Västerås 1205                             | Hällristning                     |              | Västerås, Västmanland |              | 59.625792, 16.544208 | 12000000011465 | Ladda upp en bild av detta fornminne      |
| Västerås 1206                             | Hällristning                     |              | Västerås, Västmanland |              | 59.625836, 16.544178 | 12000000011469 | Ladda upp en bild av detta fornminne      |
| Västerås 1207                             | Hällristning                     |              | Västerås, Västmanland |              | 59.625365, 16.554224 | 12000000011473 | Ladda upp en bild av detta fornminne      |
| Västerås 1208                             | Hällristning                     |              | Västerås, Västmanland |              | 59.625890, 16.544216 | 12000000011476 | Ladda upp en bild av detta fornminne      |
| Västerås 1209                             | Hällristning                     |              | Västerås, Västmanland |              | 59.629836, 16.553568 | 12000000011478 | Ladda upp en bild av detta fornminne      |
| Västerås 1211                             | Hällristning                     |              | Västerås, Västmanland |              | 59.606784, 16.520464 | 12000000011482 | Ladda upp en bild av detta fornminne      |
| Västerås 1212                             | Hällristning                     |              | Västerås, Västmanland |              | 59.625900, 16.544064 | 12000000011484 | Ladda upp en bild av detta fornminne      |
| Ericsberg (Västerås 1213)                 | Lägenhetsbebyggelse              |              | Västerås, Västmanland |              | 59.630149, 16.553375 | 12000000011487 | Ladda upp en bild av detta fornminne      |
| Västerås 1214                             | Hällristning                     |              | Västerås, Västmanland |              | 59.625904, 16.544255 | 12000000011488 | Ladda upp en bild av detta fornminne      |
| Västerås 1216                             | Hällristning                     |              | Västerås, Västmanland |              | 59.624950, 16.553859 | 12000000011494 | Ladda upp en bild av detta fornminne      |
| Västerås 1217                             | Hällristning                     |              | Västerås, Västmanland |              | 59.625876, 16.544350 | 12000000011496 | Ladda upp en bild av detta fornminne      |
| Västerås 1219                             | Hällristning                     |              | Västerås, Västmanland |              | 59.625887, 16.544354 | 12000000011604 | Ladda upp en bild av detta fornminne      |
| Västerås 1221                             | Hällristning                     |              | Västerås, Västmanland |              | 59.639353, 16.522844 | 12000000014615 | Ladda upp en bild av detta fornminne      |
| Västerås 1246                             | Hällristning                     |              | Västerås, Västmanland |              | 59.649040, 16.632150 | 12000000050101 | Ladda upp en bild av detta fornminne      |
| Västerås 1257                             | Gravfält                         |              | Västerås, Västmanland |              | 59.594606, 16.448844 | 12000000066420 | Ladda upp en bild av detta fornminne      |
| Västerås 1301                             | Hällristning                     |              | Västerås, Västmanland |              | 59.629475, 16.484834 | 12000000070648 | Ladda upp en bild av detta fornminne      |
| Västerås 1302                             | Hällristning                     |              | Västerås, Västmanland |              | 59.631364, 16.484153 | 12000000070682 | Ladda upp en bild av detta fornminne      |
| Västerås 1303                             | Hällristning                     |              | Västerås, Västmanland |              | 59.630366, 16.485909 | 12000000070684 | Ladda upp en bild av detta fornminne      |
| Västerås 1304                             | Hällristning                     |              | Västerås, Västmanland |              | 59.630310, 16.483015 | 12000000070686 | Ladda upp en bild av detta fornminne      |
| Västerås 1327                             | Gravfält                         |              | Västerås, Västmanland |              | 59.583317, 16.481363 | 12000000081590 | Ladda upp en bild av detta fornminne      |
| Västerås 1342                             | Grav övrig                       |              | Västerås, Västmanland |              | 59.578874, 16.457671 | 12000000081605 | Ladda upp en bild av detta fornminne      |
| Västerås 1359                             | Hällristning                     |              | Västerås, Västmanland |              | 59.649827, 16.495233 | 12000000082582 | Ladda upp en bild av detta fornminne      |
| Västerås 1362                             | Hällristning                     |              | Västerås, Västmanland |              | 59.648253, 16.492037 | 12000000082592 | Ladda upp en bild av detta fornminne      |
| Västerås 1369                             | Hällristning                     |              | Västerås, Västmanland |              | 59.648169, 16.495065 | 12000000082609 | Ladda upp en bild av detta fornminne      |
| Västerås 1372                             | Hällristning                     |              | Västerås, Västmanland |              | 59.640873, 16.703079 | 12000000083750 | Ladda upp en bild av detta fornminne      |
| Västerås 1373                             | Hällristning                     |              | Västerås, Västmanland |              | 59.639324, 16.709387 | 12000000083752 | Ladda upp en bild av detta fornminne      |
| Västerås 1374                             | Hällristning                     |              | Västerås, Västmanland |              | 59.639350, 16.709270 | 12000000083754 | Ladda upp en bild av detta fornminne      |
| Västerås 1377                             | Hällristning                     |              | Västerås, Västmanland |              | 59.639070, 16.708949 | 12000000083758 | Ladda upp en bild av detta fornminne      |
| Västerås 1383                             | Husgrund, historisk tid          |              | Västerås, Västmanland |              | 59.595783, 16.444428 | 12000000084071 | Ladda upp en bild av detta fornminne      |
| Västerås 1390                             | Husgrund, historisk tid          |              | Västerås, Västmanland |              | 59.595639, 16.444514 | 12000000084078 | Ladda upp en bild av detta fornminne      |
| Västerås 1423                             | Hällristning                     |              | Västerås, Västmanland |              | 59.622625, 16.509332 | 12000000085934 | Ladda upp en bild av detta fornminne      |
| Västerås 1430                             | Gravfält                         |              | Västerås, Västmanland |              | 59.655658, 16.499942 | 12000000095873 | Ladda upp en bild av detta fornminne      |
| Västerås 1441                             | Begravningsplats                 |              | Västerås, Västmanland |              | 59.634951, 16.631886 | 12000000102816 | Ladda upp en bild av detta fornminne      |
| Västerås 1443                             | Husgrund, förhistorisk/medeltida |              | Västerås, Västmanland |              | 59.612703, 16.600822 | 12000000102892 | Ladda upp en bild av detta fornminne      |
| Dingtuna 593:1                            | Grav- och boplatsområde          |              | Västerås, Västmanland |              | 59.609374, 16.460314 | 10227905930001 | Ladda upp en bild av detta fornminne      |